# معلقه بشلامون
معلقه بشلامون (به عربی: المعلقة بشلامون) یک روستا در سوریه است که در ناحیه مرکزی جسر الشغور واقع شده‌است. معلقه بشلامون ۲٬۸۴۱ نفر جمعیت دارد.